# Вулиця Кирила Осьмака (Київ)
Ву́лиця Кири́ла Осьмака́ — вулиця в Дарницькому районі міста Києва, селище Бортничі. Пролягає від вулиці Євгенія Харченка до Березневої вулиці.
Прилучаються вулиці Коцюбинського, Йоганна Вольфганга Ґете та Заплавна.

## Історія
Виникла в 1-й третині XX століття під назвою вулиця Горького, на честь російського письменника Максима Горького.
Сучасна назва вулиці на честь українського політичного та громадського діяча Кирила Осьмака — з 2015 року.